# Cómo ser mujer y no morir en el intento
Cómo ser mujer y no morir en el intento es una película española de 1991 dirigida por Ana Belén. Está basada en la novela homónima de Carmen Rico-Godoy. La segunda parte de la novela de Rico-Godoy se llevó al cine en 1994 con el título Cómo ser infeliz y disfrutarlo.

## Ficha artística
- Carmen Maura (Carmen)
- Antonio Resines (Antonio)
- Juanjo Puigcorbé (Mariano)
- Carmen Conesa (Chelo)
- Tina Sáinz (Emila)
- Francisco Casares (Editor/Director)
- Víctor García León Diego
- Olalla Aguirre (Marta)
- Juan Diego Botto (Sergio)
- Luis Pérezagua (Manolo)
- Asunción Balaguer madre de Antonio)
- Enriqueta Carballeira (Pepita)
- Paloma Cela
- Miguel Rellán (Alfredo)
- Tina Sáinz (Emilia)

## Argumento
Carmen, a sus 42 años está casada con Antonio, que es su tercer marido. Tiene dos hijos de anteriores matrimonios, y ha adoptado a otro, fruto del anterior matrimonio de Antonio. Carmen trabaja como periodista. Intenta llevar su carrera con profesionalidad, sin descuidar su relación amorosa con Antonio, la organización práctica de la casa, las amistades ni las necesidades de sus hijos. En resumen, Carmen trabaja como un hombre, pero sigue representando el papel tradicional de la mujer casada.
Antonio tiene concentrada toda su atención en el trabajo. Su trabajo en una producción discográfica le obliga a moverse, viajar y estar al día. Los problemas de casa y la familia corren a cargo, naturalmente, de Carmen.
La película es una historia ácida y divertida, como es en general la vida, con un final ambiguo.

## Comentarios
Primera película como directora de la cantante y actriz Ana Belén. 
Fue la película española más taquillera de 1991.

## Premios
- Premio ONDAS 1991 al Mejor Director para Ana Belén.
- Nominada a los Premios Goya en 1991 al mejor guion adaptado y a la mejor dirección novel (Ana Belén).

- Datos: Q5796900